# Joachim Johansson
Joachim Johansson (Lund, 1º luglio 1982) è un ex tennista svedese.

## Carriera
Debuttò nel circuito professionistico nel 2000 e ottenne la sua consacrazione nel 2004 quando riuscì ad arrivare in semifinale all'US Open, dove venne sconfitto dall'australiano Lleyton Hewitt col punteggio di 6-4 7-5 6-3 dopo una memorabile vittoria su Andy Roddick. Joachim è reduce da un bruttissimo infortunio, che ne sta pregiudicando il ritorno ad alto livello. È rientrato a gennaio 2007 nel torneo di Adelaide in cui è arrivato fino in semifinale, sconfitto dal ventenne serbo Novak Đoković, e nel primo Slam della stagione, gli Australian Open, dove però non è andato oltre il primo turno, sconfitto dallo spagnolo Guillermo García López. Nonostante i tentativi di rientro, Joachim non sembra più in grado di tornare ai livelli pre-infortunio, quando arrivò al 9º posto della classifica ATP.
In carriera ha vinto 3 tornei: Memphis nel 2004 ed Adelaide e Marsiglia nel 2005.
Il 1º febbraio 2008 ha annunciato il suo ritiro dalle competizioni a soli 25 anni a causa dei dolori cronici alla spalla.
Il 7 ottobre 2008 fa il suo rientro nel circuito ATP al torneo di Stoccolma grazie ad una wild card, e batte al primo turno il francese Nicolas Mahut con il punteggio di 7-5 7-6 per perdere al turno successivo dall'argentino David Nalbandian.
Nel 2009 , ha gareggiato negli eventi Challengers raggiungendo le semifinali a Izmir , in Turchia prima di ritirarsi contro Andrea Stoppini. Ha poi ottenuto una wild-card al torneo di Kuala Lumpur e ha vinto a sorpresa su Lleyton Hewitt 7-6 6-3 al primo turno prima di perdere contro Richard Gasquet per 6-4, 6(1)–7, 2-6. Successivamente, ha gareggiato al torneo di Stoccolma dopo aver ricevuto una wild-card. In tale circostanza ha sconfitto Peter Luczak per 7-5 6-3 e Juan Mónaco con un 6-4 6-4, poi ha perso da Thomaz Bellucci con il punteggio di 7–6(4), 6-3.
Johansson ha giocato la sua prima partita del 2010 in singolare durante la Coppa Davis 2010 contro l'Argentina contro Leonardo Mayer.
Ad inizio 2011 ha ricevuto una wild-card per il torneo Challenger di Bergamo.
Nel mese di ottobre 2013, Johansson ha annunciato un estemporaneo ritorno partecipando grazie ad una wild-card alle qualificazioni del torneo ATP 250 di Stoccolma. Johansson è riuscito a qualificarsi per il main-draw dopo aver sconfitto Erik Chvojka, Matthias Bachinger e Damir Džumhur. Nel primo turno del torneo ha incontrato e sconfitto Alejandro Falla con il punteggio di 6-1 6-3 staccando così il biglietto per il secondo turno.

## Statistiche

### Singolare

#### Vittorie (3)
| Legenda                   |
| Grande Slam (0)           |
| ATP World Tour Finals (0) |
| ATP Masters 1000 (0)      |
| ATP World Tour 500 (1)    |
| ATP World Tour 250 (2)    |

| Numero | Data             | Torneo                                           | Superficie  | Avversario in finale | Punteggio |
| 1.     | 16 febbraio 2004 | RMK Championships, Memphis                       | Cemento (i) | Nicolas Kiefer       | 7-6, 6-3  |
| 2.     | 3 gennaio 2005   | Next Generation Adelaide International, Adelaide | Cemento     | Taylor Dent          | 7-5, 6-3  |
| 3.     | 7 febbraio 2005  | Open 13, Marsiglia                               | Cemento (i) | Ivan Ljubičić        | 7-5, 6-4  |

### Doppio

#### Vittorie (1)
| Numero | Data           | Torneo               | Superficie  | Compagno       | Avversari in finale           | Punteggio |
| 1.     | 17 luglio 2005 | Swedish Open, Båstad | Terra rossa | Jonas Björkman | José Acasuso Sebastián Prieto | 6-2, 6-3  |